# Smoutpot
Smoutpot is een gehucht in de Oost-Vlaamse gemeente Zwijndrecht, een deelgemeente van Beveren-Kruibeke-Zwijndrecht. Het gehucht bevindt zich in het poldergebied van Zwijndrecht en is dus vrij landelijk. De westgrens wordt gevormd door de Defensieve Dijk die tevens de grens tussen Zwijndrecht en buurgemeente Melsele vormt en die in het noorden naar de Halve Maan leidt. Centraal in het gehucht staat in het midden van een T-splitsing de kapel van de Smoutpot.
Rond 1900 stond op deze plek een houten driehoekige kapel die na de overstroming van 1953 vervangen werd door de huidige kapel. De kapel zou tussen 32.000 en 40.000 Belgische frank gekost hebben en zou op 18 oktober 1953 ingehuldigd zijn, net als de kapel van Kalishoek.
Deelgemeenten: Bazel · Beveren · Burcht · Doel · Haasdonk · Kallo · Kieldrecht · Kruibeke · Melsele · Rupelmonde · Verrebroek · Vrasene · Zwijndrecht

Overige dorpen en gehuchten: Beestenhoek · Bloempot · De Bank · Doorn · Es · Gaverland ·  Geslecht · Halve Maan · Hoogeinde · Hoogstraat · Kalishoek (Doel) · Kalishoek (Melsele) · Kemphoek · Melseledijk· Mosselbank (Haasdonk) · Mosselbank (Vrasene) · Nieuwe Parochie · Ouden Doel · Oudendijk · Ponjaard · Prosperpolder · Puiput · Rapenberg · Rapenburg · Saftingen · Sint-Antoniushoek · Smoutpot · Stenen Kruis · Tijskenshoek · Vendoorn · Verrebroekse Blikken · Vijfstraten · Vliegenstal · Voshoek · Westakkers · Wilden Haan · Zillebeek · Zwaantje

Belgische gemeenten · Arrondissement Sint-Niklaas · Oost-Vlaanderen · Vlaanderen